# Racing Bulls
|  | Aquest article tracta sobre l'equip desde el canvi de nom el 2024, vegeu Scuderia Toro Rosso per l'equip que va competir des del 2006 al 2019 i Scuderia AlphaTauri per l'equip que va competir des del 2020 al 2023 |

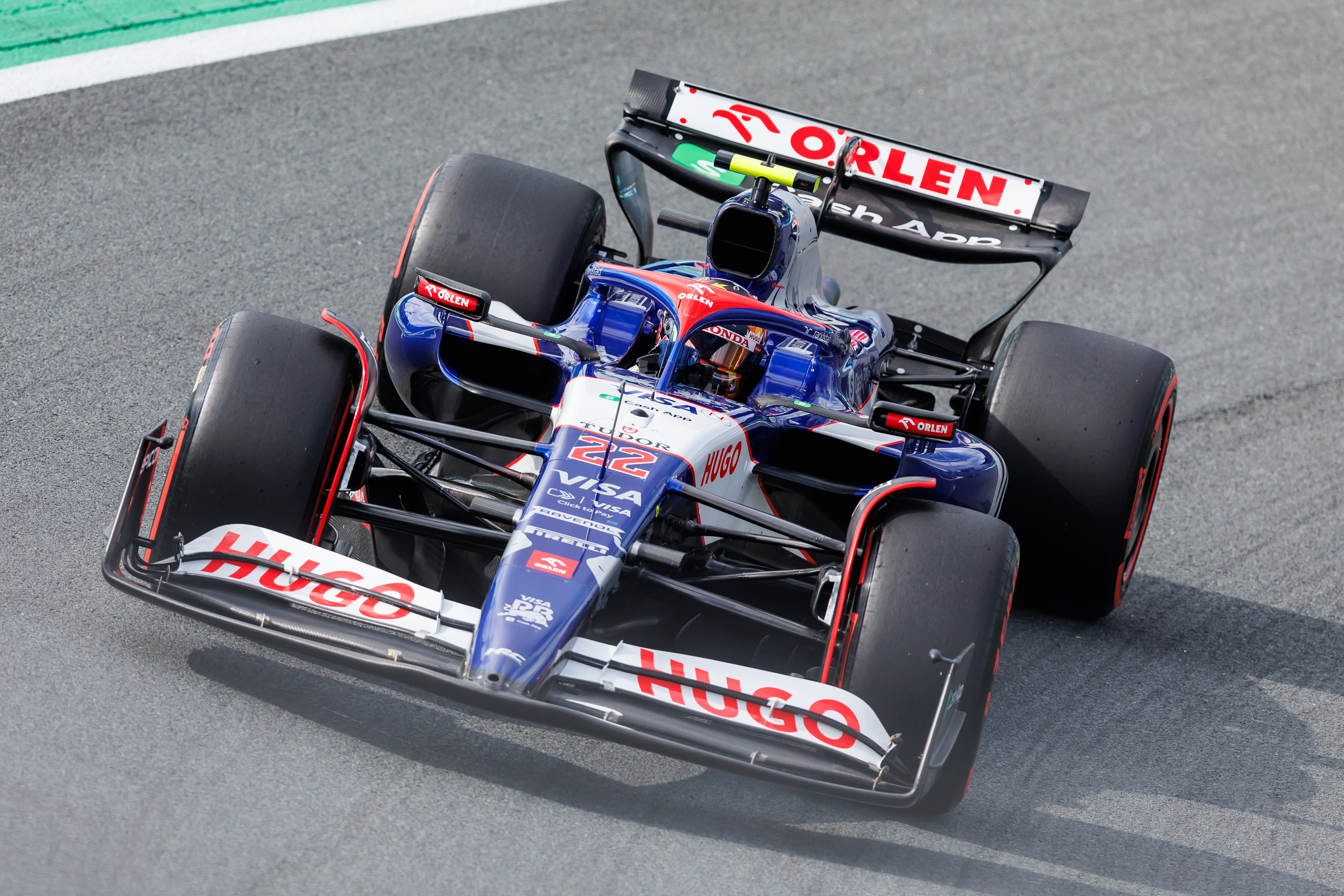
Yuki Tsunoda en el Gran Premi dels Països Baixos al Circuit de Zandvoort el 2024

Visa Cash App Racing Bulls Formula One Team, o simplement Racing Bulls, es una escudería italiana de Fórmula 1 que va fer el seu debut a la temporada 2024. És propietat de l'empresa Red Bull GmbH. Entre 2020 i 2023 va ser coneguda com AlphaTauri, ia mitjan 2023 es va anunciar el canvi de nom enmig d'una reestructuració.

## Història

### Orígens de l'equip
Entre 1985 i 2005 l'equip era conegut com Minardi F1 Team, abans que l'empresa Red Bull GmbH comprés l'escuderia a Paul Stoddart, anomenant-se com a «Scuderia Toro Rosso». Toro Rosso va córrer 268 Grans Premis de Fórmula 1 entre 2006 i el 2019, aconseguint tres podis, un d'ells una victòria al Gran Premi d'Itàlia de 2008, guanyat per Sebastian Vettel. Al 2019 va ser anunciat que per al 2020 es canviarà el nom de l'equip a AlphaTauri per promocionar la marca de roba homònima.
AlphaTauri va disputar 83 GGPP en els seus tres anys en la «màxima categoria», aconseguint dos podis, un d'ells una victòria al Gran Premi d'Itàlia de 2020 de la mà del francès Pierre Gasly. A mitjan 2023 es va anunciar novament el canvi de nom de l'equip enmig d'una reestructuració de la gestió. Estava previst anomenar-se «Racing Bulls», quan el 15 de desembre va ser revelada la llista oficial de participants amb el nom «Scuderia AlphaTauri RB». Finalment el 24 de gener de 2024, va ser confirmat el nou nom per a l'escuderia: «RB Formula One Team».
La corporació de serveis financers Visa i l'aplicació de pagament mòbil Cash App es van unir com a patrocinadors principals.

### Fórmula 1

#### 2024
En el seu primer any a la Fórmula 1, RB alinea els pilots Daniel Ricciardo i Yuki Tsunoda, que el 2023 van córrer amb l'anteriorment anomenada AlphaTauri, i té Laurent Mekies en el càrrec de director de l'equip, que anteriorment havia treballat a el mateix lloc a la Scuderia Ferrari.

## Resultats
| Any          | Nom                                         | Cotxe      | Motor                           | Pneumàtics | Combustible | No.             | Conductors                                                 | Punts      | WCC        |
| Toro Rosso   | Toro Rosso                                  | Toro Rosso | Toro Rosso                      | Toro Rosso | Toro Rosso  | Toro Rosso      | Toro Rosso                                                 | Toro Rosso | Toro Rosso |
| ------------ | ------------------------------------------- | ---------- | ------------------------------- | ---------- | ----------- | --------------- | ---------------------------------------------------------- | ---------- | ---------- |
| 2006         | Scuderia Toro Rosso                         | STR1       | Cosworth TJ2005 3.0 V10         | M          |             | 20. 21.         | Vitantonio Liuzzi Scott Speed                              | 1          | 9          |
| 2007         | Scuderia Toro Rosso                         | STR2       | Ferrari 056 2006 2.4 V8         | B          |             | 18. 19.         | Vitantonio Liuzzi Scott Speed Sebastian Vettel             | 8          | 7          |
| 2008         | Scuderia Toro Rosso                         | STR2B STR3 | Ferrari 056 2007 2.4 V8         | B          |             | 14. 15.         | Sébastien Bourdais Sebastian Vettel                        | 39         | 6          |
| 2009         | Scuderia Toro Rosso                         | STR4       | Ferrari 056 2008 2.4 V8         | B          |             | 11. 12.         | Sébastien Bourdais Jaume Alguersuari Sébastien Buemi       | 8          | 10         |
| 2010         | Scuderia Toro Rosso                         | STR5       | Ferrari 056 2009 2.4 V8         | B          |             | 16. 17.         | Sébastien Buemi Jaume Alguersuari                          | 13         | 9          |
| 2011         | Scuderia Toro Rosso                         | STR6       | Ferrari 056 2010 2.4 V8         | P          |             | 18. 19.         | Sébastien Buemi Jaume Alguersuari                          | 41         | 8          |
| 2012         | Scuderia Toro Rosso                         | STR7       | Ferrari 056 2011 2.4 V8         | P          |             | 16. 17.         | Daniel Ricciardo Jean-Éric Vergne                          | 26         | 9          |
| 2013         | Scuderia Toro Rosso                         | STR8       | Ferrari 056 2012 2.4 V8         | P          |             | 18. 19.         | Jean-Éric Vergne Daniel Ricciardo                          | 33         | 8          |
| 2014         | Scuderia Toro Rosso                         | STR9       | Renault Energy F1-2014 1.6 V6 t | P          |             | 25. 26.         | Jean-Éric Vergne Daniil Kvyat                              | 30         | 7          |
| 2015         | Scuderia Toro Rosso                         | STR10      | Renault Energy F1-2015 1.6 V6 t | P          |             | 33. 55.         | Max Verstappen Carlos Sainz Jr.                            | 67         | 7          |
| 2016         | Scuderia Toro Rosso                         | STR11      | Ferrari 060 1.6 V6 t            | P          |             | 26. 33. 55.     | Daniil Kvyat Max Verstappen Carlos Sainz Jr.               | 63         | 7          |
| 2017         | Scuderia Toro Rosso                         | STR12      | Renault 1.6 V6 t                | P          | ExxonMobil  | 10. 26. 28. 55. | Pierre Gasly Daniil Kvyat Brendon Hartley Carlos Sainz Jr. | 53         | 7          |
| 2018         | Red Bull Toro Rosso Honda                   | STR13      | Honda RA618H 1.6 V6 t           | P          |             | 10. 28.         | Pierre Gasly Brendon Hartley                               | 33         | 9          |
| 2019         | Red Bull Toro Rosso Honda                   | STR14      | Honda RA619H 1.6 V6 t           | P          |             | 23. 26.         | Alexander Albon Daniil Kvyat                               | 85         | 6          |
| AlphaTauri   |                                             |            |                                 |            |             |                 |                                                            |            |            |
| 2020         | Scuderia AlphaTauri                         | AT01       | Honda RA620H                    | P          |             | 10. 26.         | Pierre Gasly Daniïl Kviat                                  | 107        | 7          |
| 2021         | Scuderia AlphaTauri                         | AT02       | Honda RA621H 1.6 V6 t           | P          |             | 10. 22.         | Pierre Gasly Yuki Tsunoda                                  | 142        | 6          |
| 2022         | Scuderia AlphaTauri                         | AT03       | Honda RBPTH001 1.6 V6 t         | P          |             | 10. 22.         | Pierre Gasly Yuki Tsunoda                                  | 35         | 9          |
| 2023         | Scuderia AlphaTauri                         | AT04       | Honda RBPTH001 1.6 V6 t         | P          |             | 3. 21. 22. 40.  | Daniel Ricciardo Nyck de Vries Yuki Tsunoda Liam Lawson    | 25         | 8          |
| Racing Bulls |                                             |            |                                 |            |             |                 |                                                            |            |            |
| 2024         | Visa Cash App RB F1 Team                    | VCARB 01   | Honda RBPTH002 1.6 V6 t         | P          |             |                 | Daniel Ricciardo Yuki Tsunoda Liam Lawson                  | 46         | 8          |
| 2025         | Visa Cash App Racing Bulls Formula One Team | VCARB 02   | Honda RBPTH002 1.6 V6 t         | P          |             |                 | Yuki Tsunoda Isack Hadjar                                  | En curs    | En curs    |